# Station Calliano
Station Calliano is een spoorwegstation aan de Brennerspoorlijn in de gemeente Calliano (Italië-Trentino).